# Cyathea strigillosa
Cyathea strigillosa är en ormbunkeart som först beskrevs av William Ralph Maxon, och fick sitt nu gällande namn av Karel Domin. Cyathea strigillosa ingår i släktet Cyathea och familjen Cyatheaceae. Inga underarter finns listade.